# Iași
Iași (pronuncia romena: /jaʃʲ/ ), in italiano anche Iassi, è un comune della Romania, capoluogo del distretto omonimo e capitale della regione della Moldavia rumena. Con i suoi 271 692 abitanti rappresenta, dopo Cluj-Napoca, il terzo comune più popoloso della nazione. È inoltre il centro principale di un'area Metropolitana costituita nel 2004 composta da 403 572 abitanti.

## Geografia fisica
È situata a Nord-Est della Romania, cresciuta sulle sponde del fiume Bahlui, affluente del fiume Jijia che a sua volta è tributario del Prut. Il Prut è l'importante fiume che segna il confine fra la Romania e la Repubblica di Moldavia, confine che si trova a circa 20 km dal centro della città di Iași.
Iași è storicamente conosciuta anche come la città dalle sette colline, anche se ultimamente, con l'espansione moderna della città, le colline sono diventate nove: Cetățuia, Tătărași Galata, Copou-Aurora, (le colline più importanti), Bucium-Păun, Șorogari, Ciric, Repedea e Bârnova. Queste fanno variare di molto le altitudini della città: si parte, infatti, dai 40 metri s.l.m. per arrivare ai 400 metri s.l.m. dei colli Bucium-Păun e Repedea.

### Quartieri
La città è divisa in molti quartieri così disposti:
- Nord: Copou, Țicău, Crucea Roșie, Sărărie, Podul de Fier, Independenței, Agronomie, Târgu Cucului
- Est: Tudor Vladimirescu, Bucșinescu, Tătărași Nord e Tătărași Sud, Oancea, Dispecer, Grădinari, Moara de Vânt, Ciurchi, Metalurgie, Aviației, Țuțora, Obreja, Zona industriale
- Sud: Baza 3, Bularga, Bucium, Socola, Frumoasa, Clopotari, Poitiers-Siraj, Manta Roșie, Podu Roș, Dimitrie Cantemir, Țesătura, Nicolina 1 e 2, C.U.G. 1 e 2, Galata 1 e 2, Podul de Piatră, Zona Industriale Sud
- Ovest: Mircea il Vecchio, Alessandro il Buono, Țigarete, Gară, Dacia, Zimbru, Bicaz, Minerva, Olimp, Păcurari, Canta, Păcureț, Moara de Foc

### Clima
Presenta un clima fortemente continentale con inverni molto freddi (con minime che toccano i −30 °C), a causa delle masse di aria fredda provenienti dalle pianure orientali, ed estati calde ed abbondantemente al di sopra dei 30 °C.
| Iași, Romania (Aeroporto di Iași) (1991–2020) | Mesi | Mesi | Mesi | Mesi | Mesi | Mesi | Mesi | Mesi | Mesi | Mesi | Mesi | Mesi | Stagioni | Stagioni | Stagioni | Stagioni | Anno  |
| Iași, Romania (Aeroporto di Iași) (1991–2020) | Gen  | Feb  | Mar  | Apr  | Mag  | Giu  | Lug  | Ago  | Set  | Ott  | Nov  | Dic  | Inv      | Pri      | Est      | Aut      | Anno  |
| --------------------------------------------- | ---- | ---- | ---- | ---- | ---- | ---- | ---- | ---- | ---- | ---- | ---- | ---- | -------- | -------- | -------- | -------- | ----- |
| T. max. media (°C)                            | 1,3  | 3,9  | 10,2 | 17,5 | 23,3 | 27,0 | 29,0 | 28,8 | 23,1 | 16,3 | 8,8  | 2,8  | 2,7      | 17,0     | 28,3     | 16,1     | 16,0  |
| T. min. media (°C)                            | −5,1 | −3,6 | 0,2  | 5,6  | 10,7 | 14,7 | 16,3 | 15,6 | 11,0 | 6,1  | 1,7  | −3,3 | −4,0     | 5,5      | 15,5     | 6,3      | 5,8   |
| Precipitazioni (mm)                           | 27,7 | 25,8 | 33,5 | 43,5 | 59,9 | 78,0 | 70,8 | 49,4 | 49,2 | 45,4 | 33,0 | 31,8 | 85,3     | 136,9    | 198,2    | 127,6    | 548,0 |
| Nevicate (cm)                                 | 27,7 | 25,8 | 33,5 | 43,5 | 59,9 | 78,0 | 70,8 | 49,4 | 49,2 | 45,4 | 33,0 | 31,8 | 85,3     | 136,9    | 198,2    | 127,6    | 548,0 |

## Storia

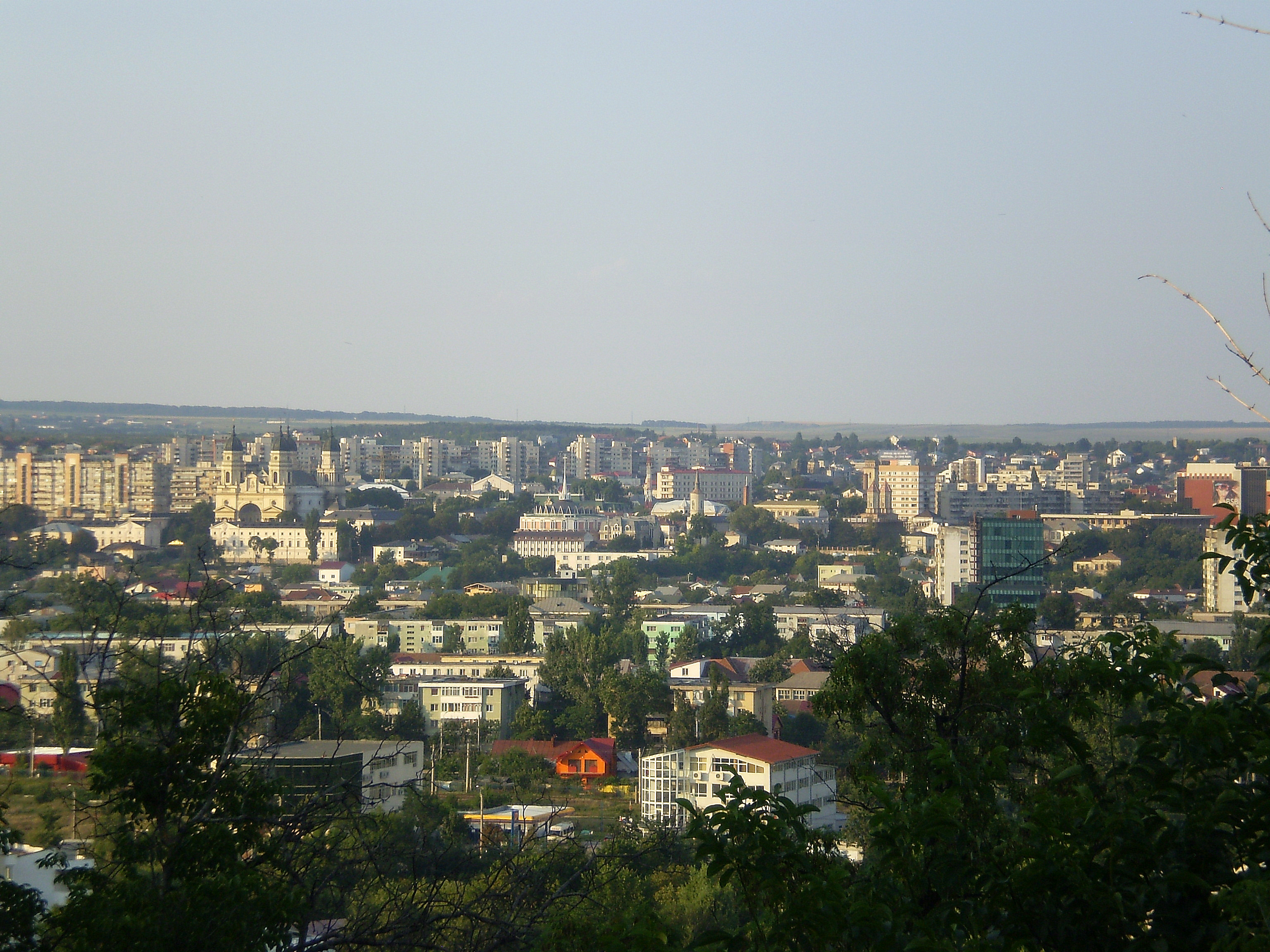
Iași vista dalla Cattedrale Metropolitana

È stata capitale del Principato di Moldavia, che oggi corrisponde alla regione della Moldavia romena, da quando nel 1565 il Principe Alexandru Lăpușneanu la spostò qui da Suceava. In seguito, tra il 1859 e il 1862, rappresentava insieme a Bucarest le capitali dei Principati Uniti di Moldavia e Valacchia. Il Principato fu la base, poi, dello Stato di Romania, riconosciuto nel 1862 con Capitale stabilita a Bucarest. Durante i secoli la città di Iași è stata più volte incendiata: nel 1513 dai Tartari, nel 1538 dagli Ottomani e nel 1686 dalle truppe della Confederazione Polacco-Lituania. Nel 1734 è stata, invece, colpita dalla peste.
Durante il periodo della prima guerra mondiale tornò ad essere nuovamente la Capitale del Paese, giacché il 6 dicembre 1916 aveva subito l'occupazione della Valacchia da parte degli Imperi centrali. Una volta liberata Bucarest nel novembre del 1918, la Capitale vi fu di nuovo e definitivamente trasferita.
Nel maggio del 1944 Iași fu teatro di feroci battaglie in cui i romeni, appoggiati dalla Germania nazista, combatterono contro l'Armata Rossa Sovietica che stava avanzando sul territorio romeno.
Nella battaglia di Târgu Frumos, nelle vicinanze di Iași, l'unità d'élite nazista Panzergrenadier-Division Großdeutschland ottenne un'importante vittoria che comunque non scongiurò la capitolazione della città nel luglio dello stesso anno.
Negli anni del dopoguerra le sorti della città furono le stesse delle altre città romene, anche se nella rivoluzione civile del 1989 Iași fu la meno coinvolta delle grandi città della Romania.

## Monumenti e luoghi d'interesse

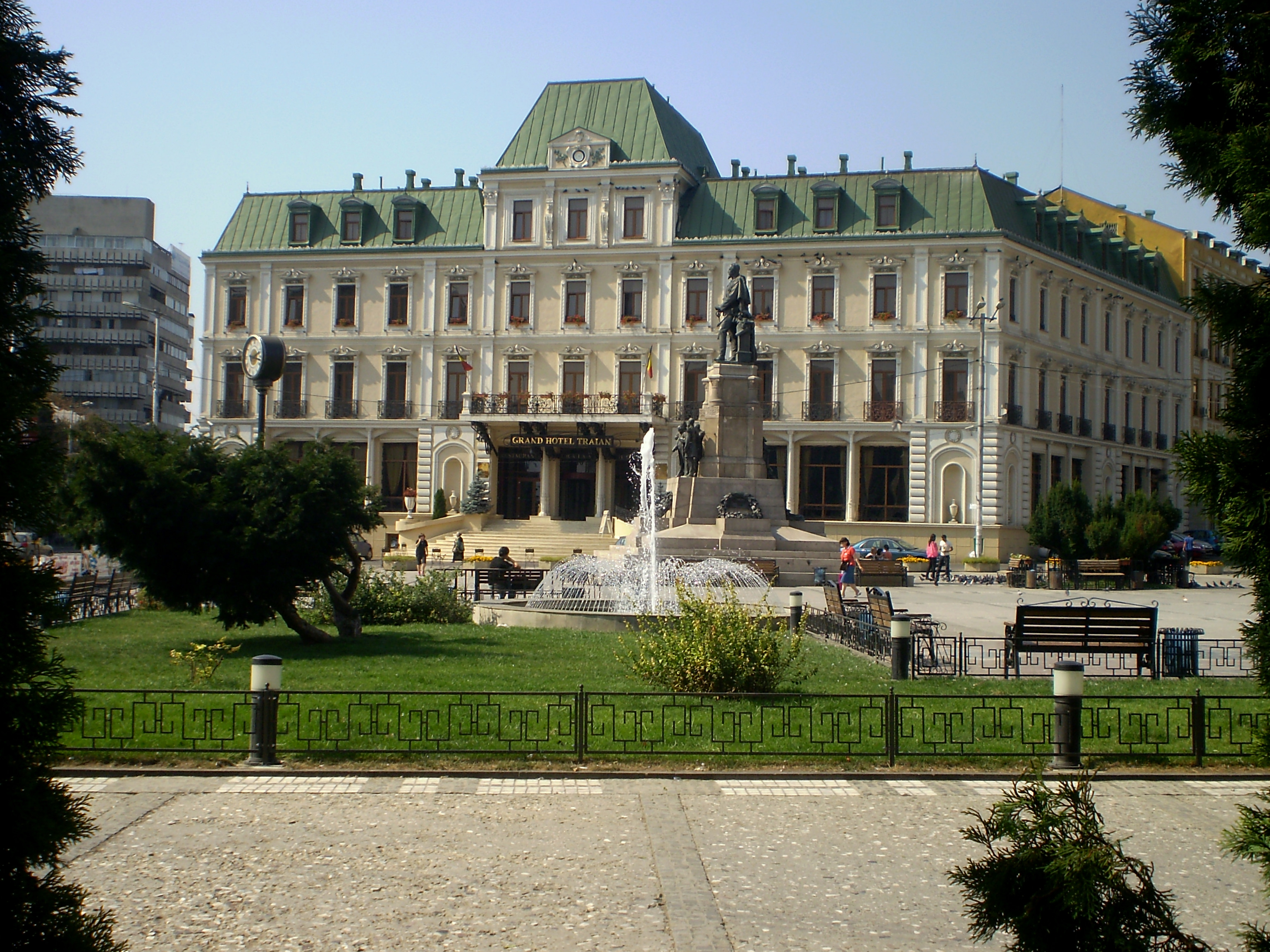
L'Hotel Traian

### Architetture religiose
- La chiesa dei Tre Gerarchi è un esempio di edificio ortodosso del XVII secolo. Vicino alla chiesa si trova anche la mitropolia (cattedrale metropolitana) dove sono conservate le reliquie di santa Parascheva, assai venerata in tutta la Chiesa ortodossa, che rendono la chiesa una meta di pellegrinaggio da tutti i Balcani[3]. Di notevole interesse storico-artistico è la vecchia Cattedrale cattolica dell'Assunta, (in romeno Catedrala Adormirea Maicii Domnului) splendido esempio di edificio barocco all'esterno e con all'interno pregiati affreschi e tele opera di artisti italiani.
- Chiesa di Santa Maria Assunta
- Cattedrale Metropolitana
- Cattedrale di Santa Maria Regina
- Sinagoga grande di Iași

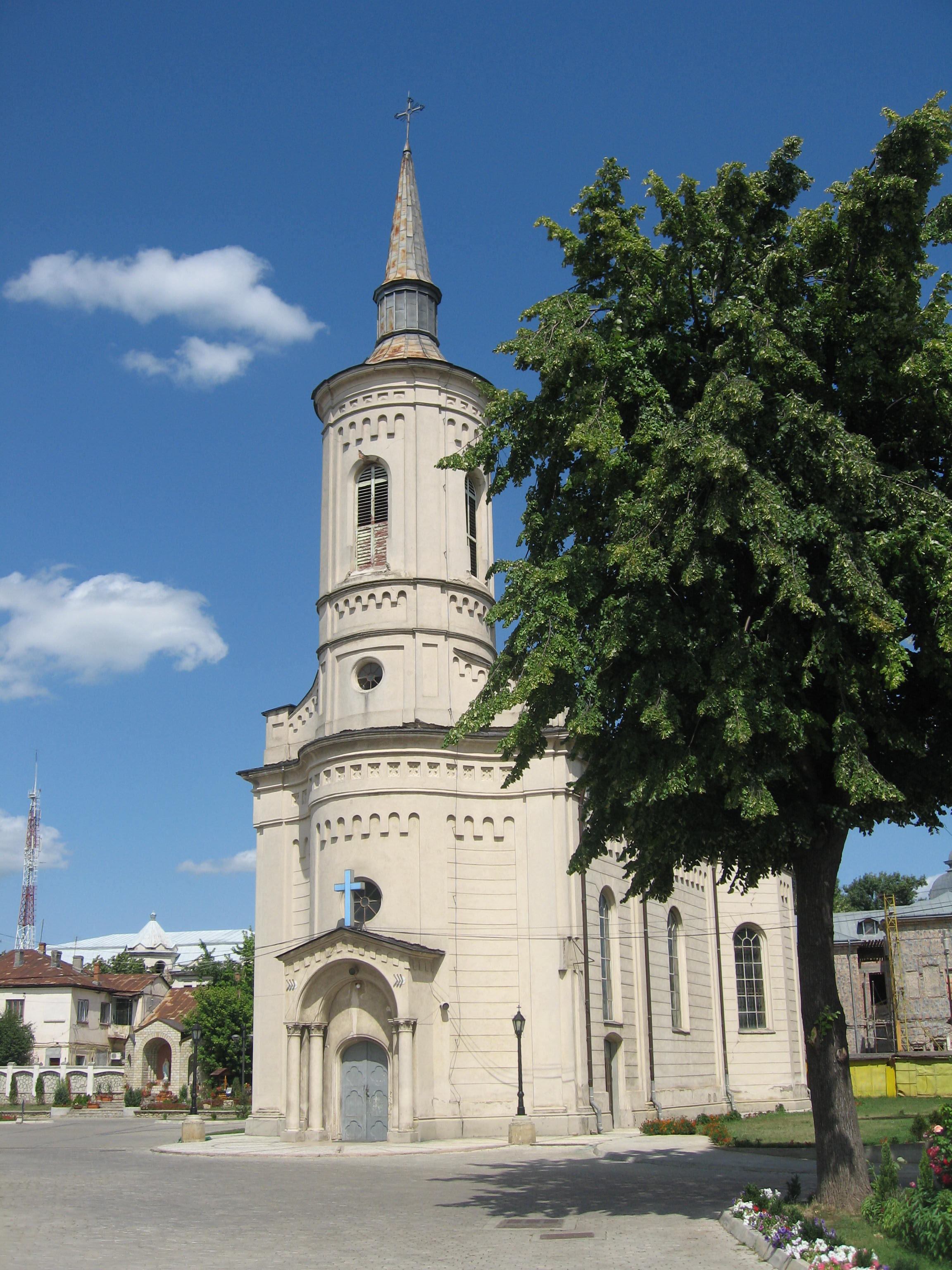
Antica cattedrale romano-cattolica
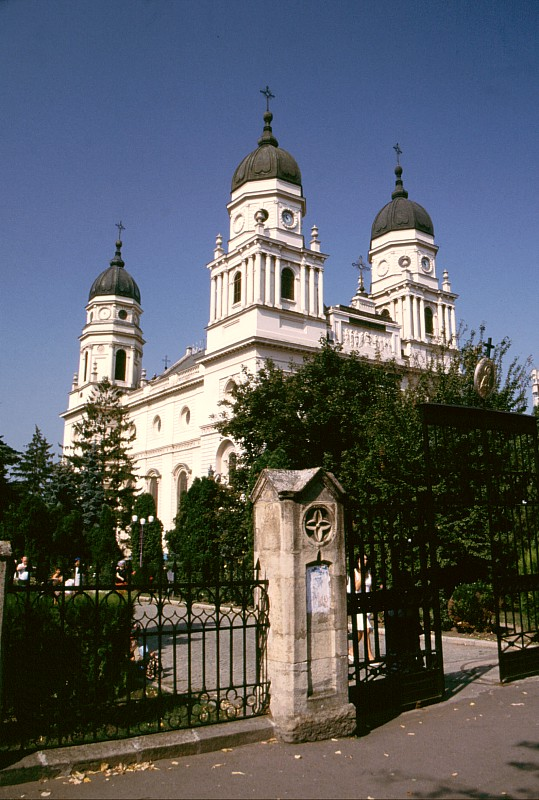
La Cattedrale Metropolitana con i 4 campanili
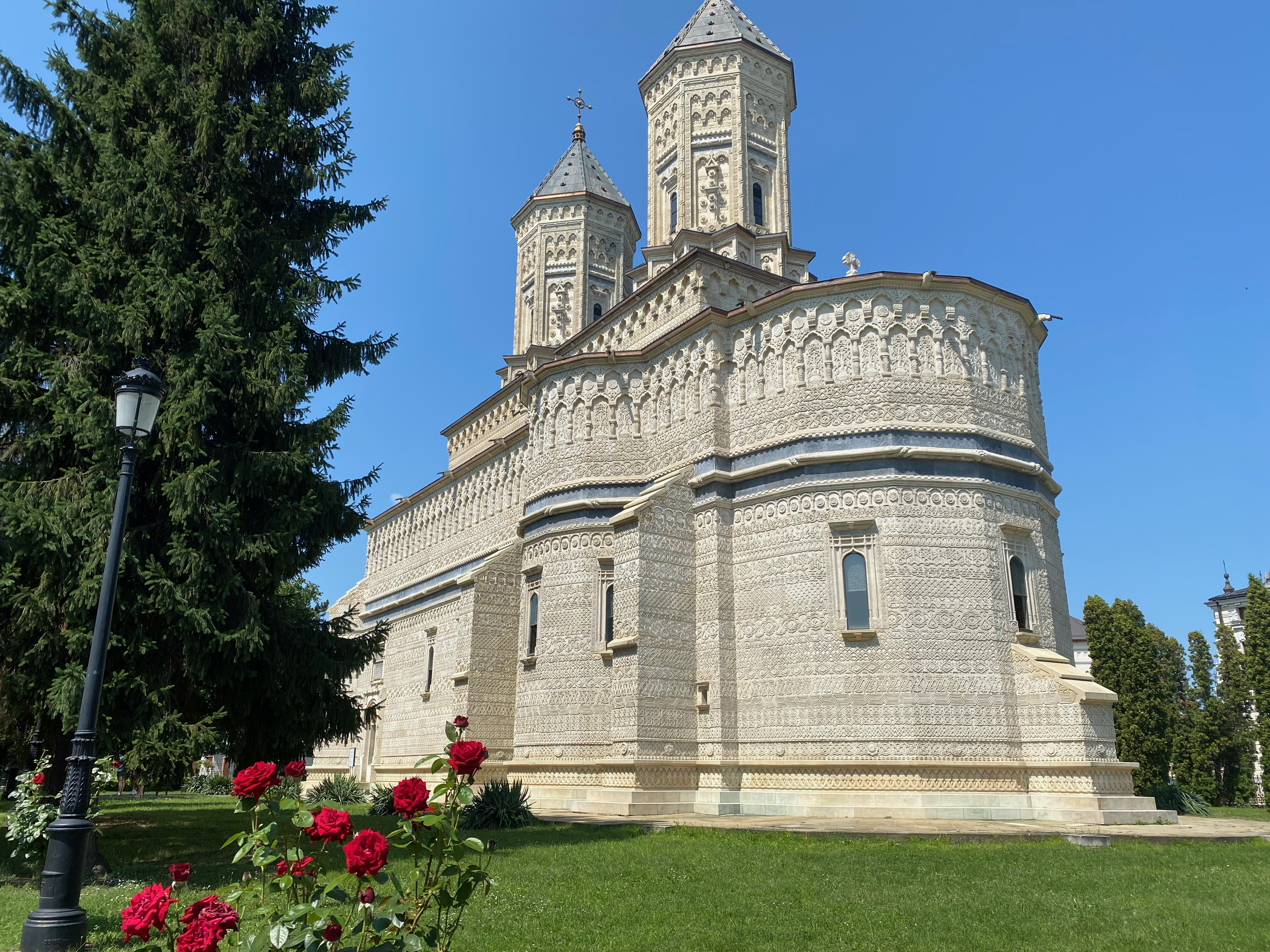
Chiesa dei Tre Gerarchi
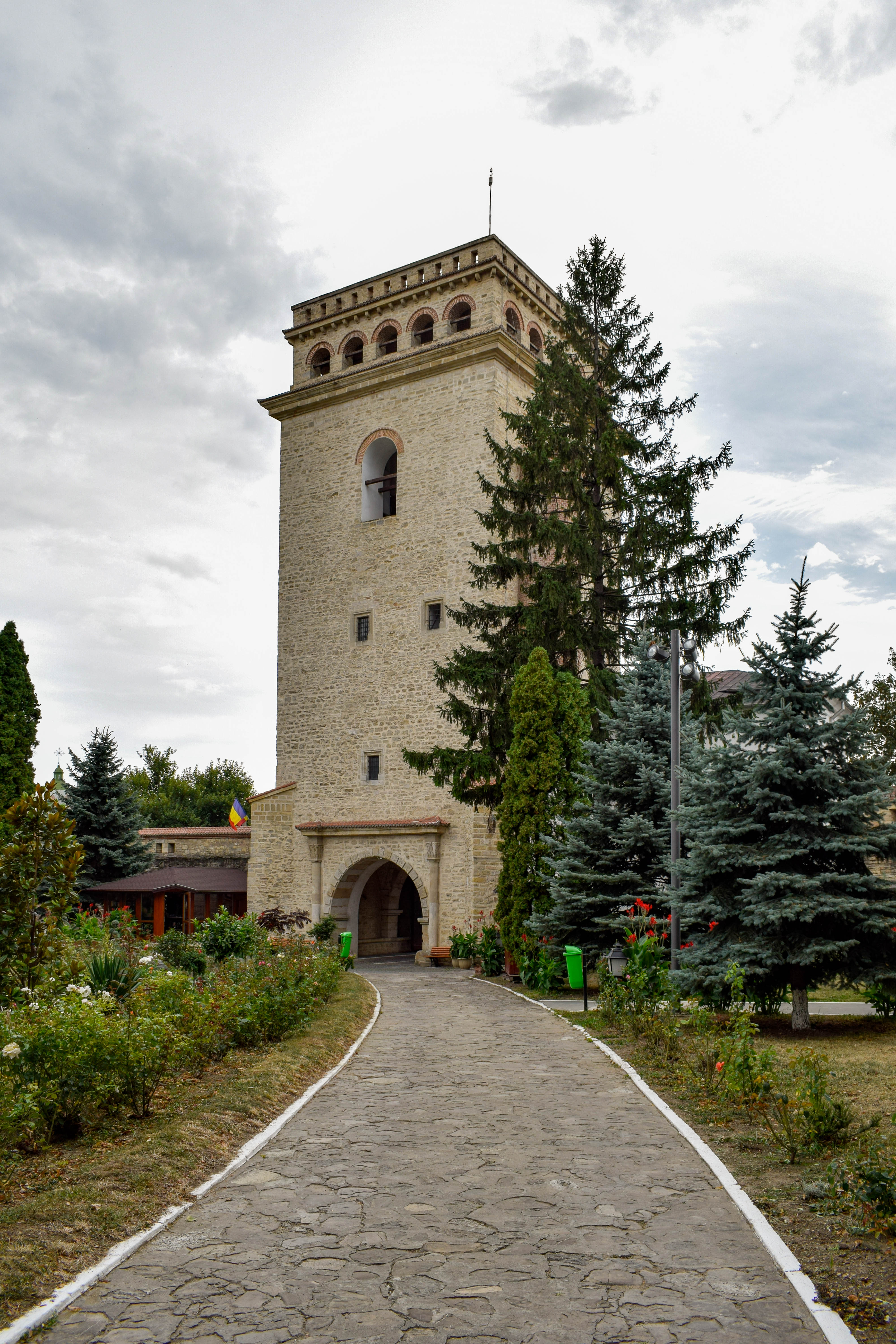
Torre del monastero Golia

## Cultura

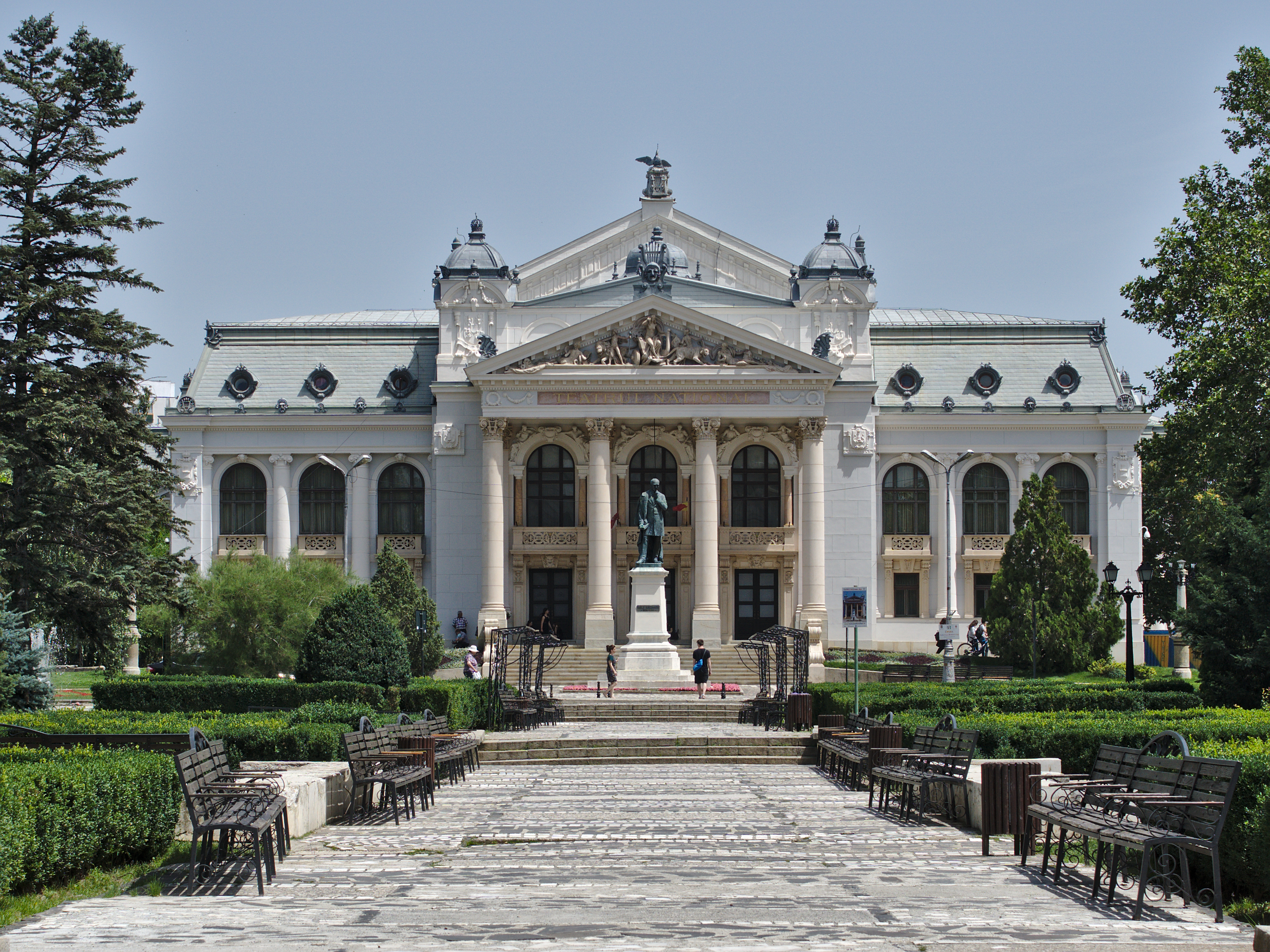
Il Teatro Nazionale

La città di Iași e tutto il suo distretto hanno dato vita a molte attività educative e scientifiche che si sono manifestate in una moltitudine di luoghi di istruzione e di musei importanti in tutta la Romania tanto che questo territorio è denominato il museo della Romania. Senza dubbio, quindi, rappresenta la città culturalmente più importante del paese.

### Università
È sede di cinque università:

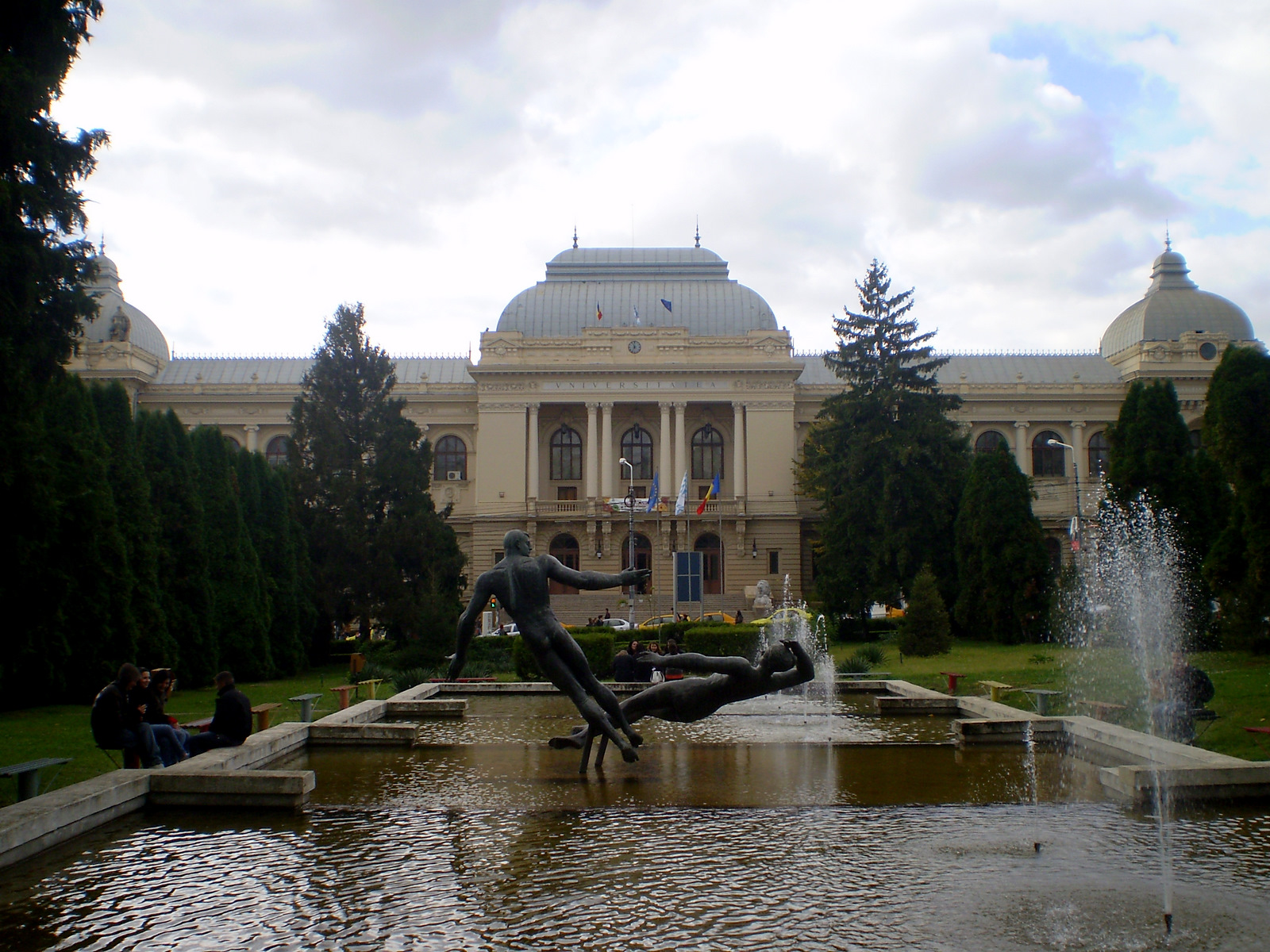
Università Alexandru Ioan Cuza.

- Università Alexandru Ioan Cuza (la più antica tra le università della Romania fondata nel 1860 dallo stesso Cuza principe fondatore della Romania moderna)
- Università Tecnica "Gheorghe Asachi"
- Università di Agronomia e Veterinaria "Ion Ionescu de la Brad"
- Università di Medicina e Farmacia "Grigore T. Popa"
- Accademia delle Belle Arti "George Enescu"

A tutte queste si aggiungono altre sette università private che accolgono in tutto per il polo universitario di Iași circa 60 000 studenti.
La Biblioteca centrale universitaria Mihai Eminescu aveva nel 2007 una collezione di 2 500 000 volumi.

### Musei

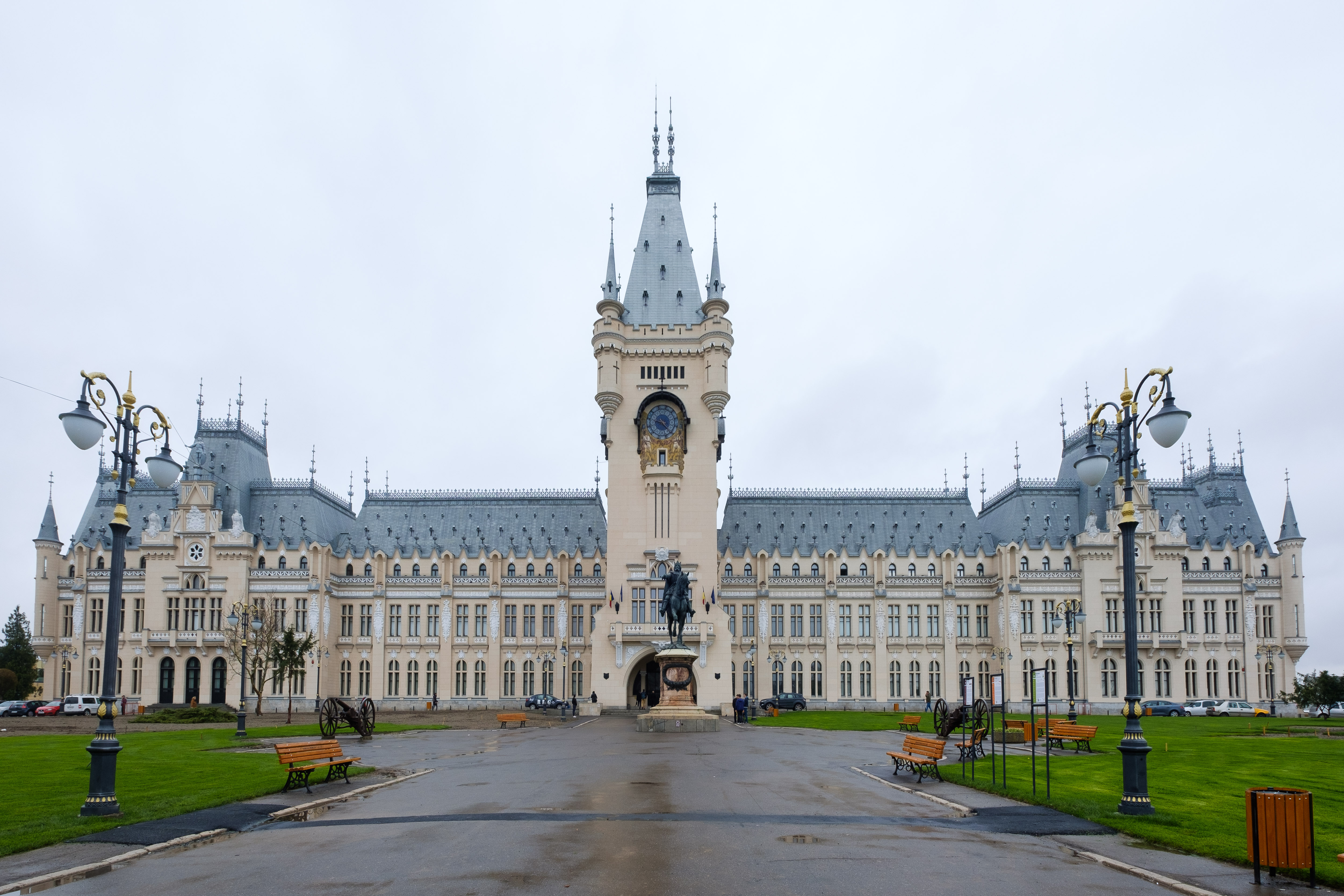
Palazzo della Cultura

I numerosi musei di Iași sono spesso ospitati in edifici dal punto di vista artistico-architettonico molto importanti come il neogotico fiammeggiante Palazzo della Cultura (simbolo vero e proprio della vitalità culturale della città) che accoglie quattro musei ed una biblioteca e il Palazzo Braunstein che ospita le "Gallerie Cupola", sala espositiva dell'Unione degli artisti visivi.
In piazza Eminescu, nel periodo tra la prima e la seconda guerra mondiale, è stato costruito l'edificio della Fondazione Culturale Reale che ospita la Biblioteca universitaria centrale che possiede circa 3 milioni di libri di cui alcuni molto rari, dedicata a Mihai Eminescu il più grande poeta romeno che in questa città ha vissuto per alcuni anni della sua vita.
Molte sono le personalità che hanno visto Iași come città che ha segnato la loro carriera: tra questi Mihail Sadoveanu e I. L. Caragiale.

## Società

### Evoluzione demografica
PopolazioneAnno050.000100.000150.000200.000250.000300.000350.00017741851193019662011Popolazione
Insieme agli altri residenti non cittadini di Iași (studenti universitari fuorisede), la popolazione supera, specie nel periodo scolastico, i 400 000 abitanti.

## Infrastrutture e trasporti

### Strade
Iași è collegata al resto del paese tramite una rete di strade nazionali, tra cui la DN24 (che collega Vaslui e Tecuci), la DN28 (verso Roman) e la DN28A (verso Pașcani). La città è anche punto di transito per future autostrade, tra cui l'autostrada A8 (Târgu Mureș–Iași–Ungheni), attualmente in fase di pianificazione.

### Ferrovie

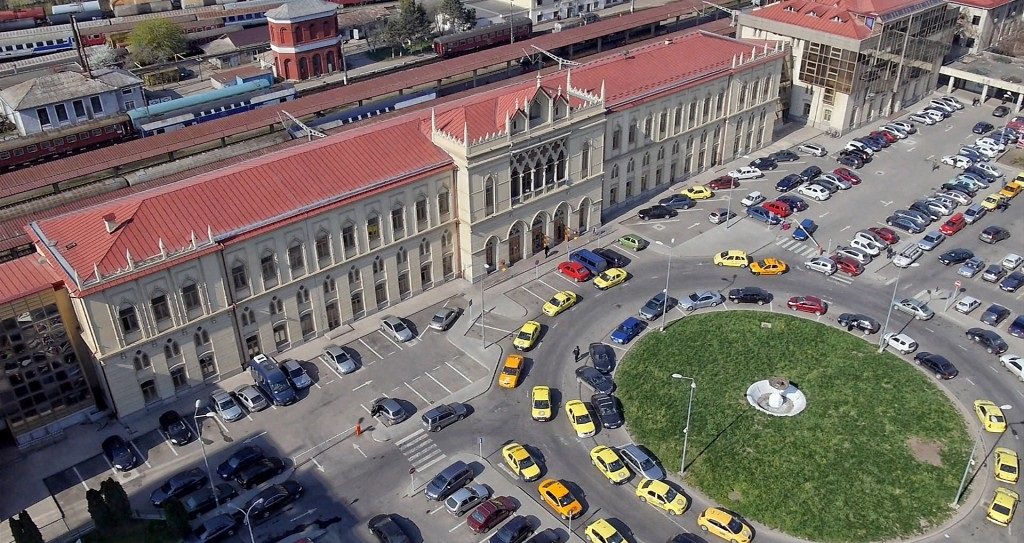
La stazione centrale di Iași

Le linee ferroviarie che servono la città sono gestite dalla CFR. La città è collegata con treni per Bucarest, Cluj-Napoca, Suceava, Timișoara e altre città.
Iași rappresenta inoltre un punto strategico per i collegamenti ferroviari con la Repubblica di Moldavia. È collegata alla città moldava di Ungheni tramite un ponte ferroviario sul fiume Prut. Da Ungheni, previo cambio di scartamento ferroviario, i treni possono proseguire fino a Chișinău, la capitale moldava.

### Aeroporti
L'Aeroporto di Iași (IAS), quarto in Romania per numero di passeggeri alla fine del 2017, si trova a circa 7 chilometri a nord est rispetto al centro della città.

### Trasporti urbani

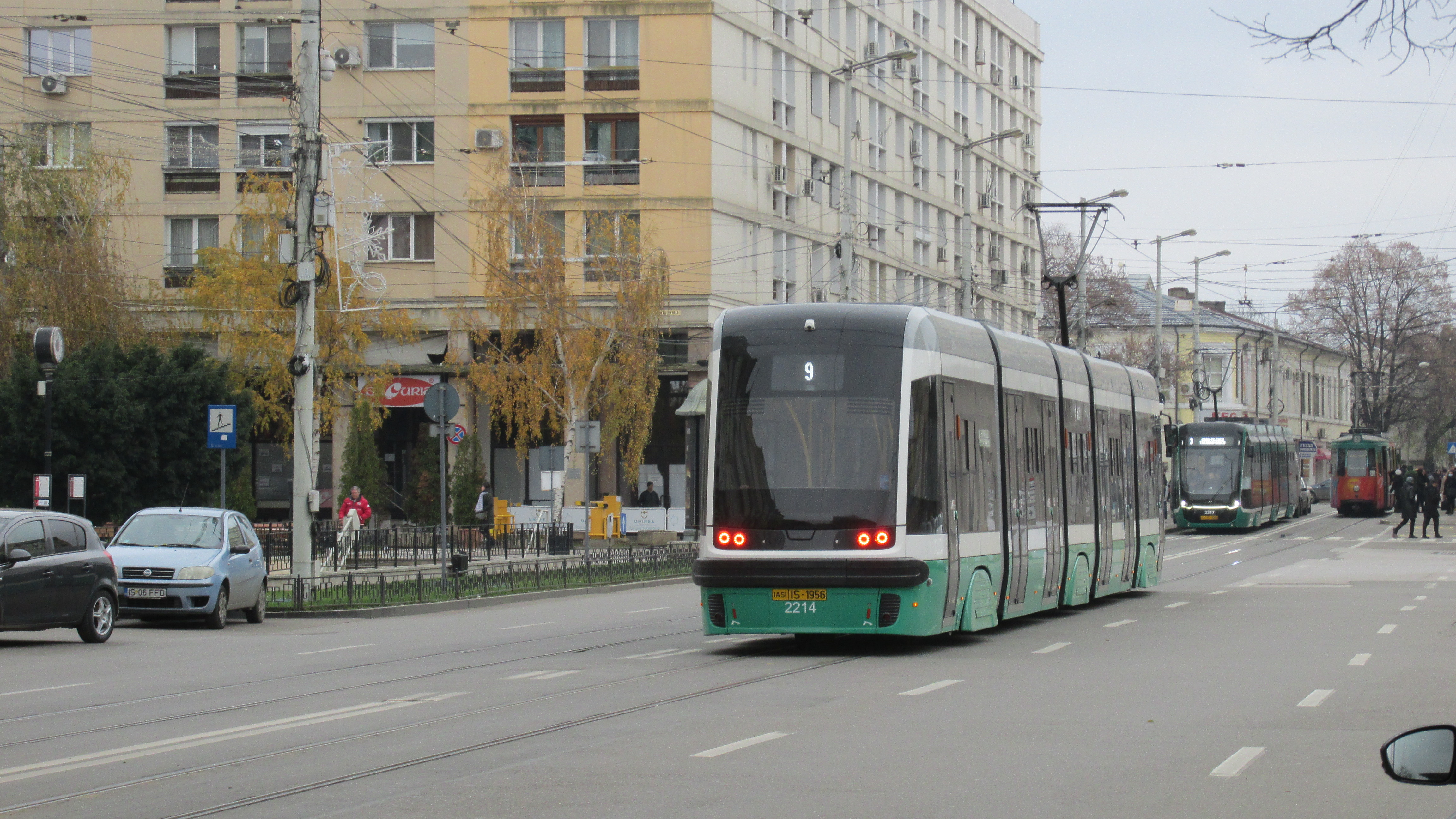
Un Pesa Swing in esercizio sulla linea 9

Il sistema di trasporto pubblico urbano è gestito dalla CTP Iași. L'azienda gestisce una rete estesa di tram e autobus che coprono sia l'area urbana che l'area extraurbana. I filobus sono stati attivi tra il 1985 e il 2006.

## Amministrazione

### Gemellaggi

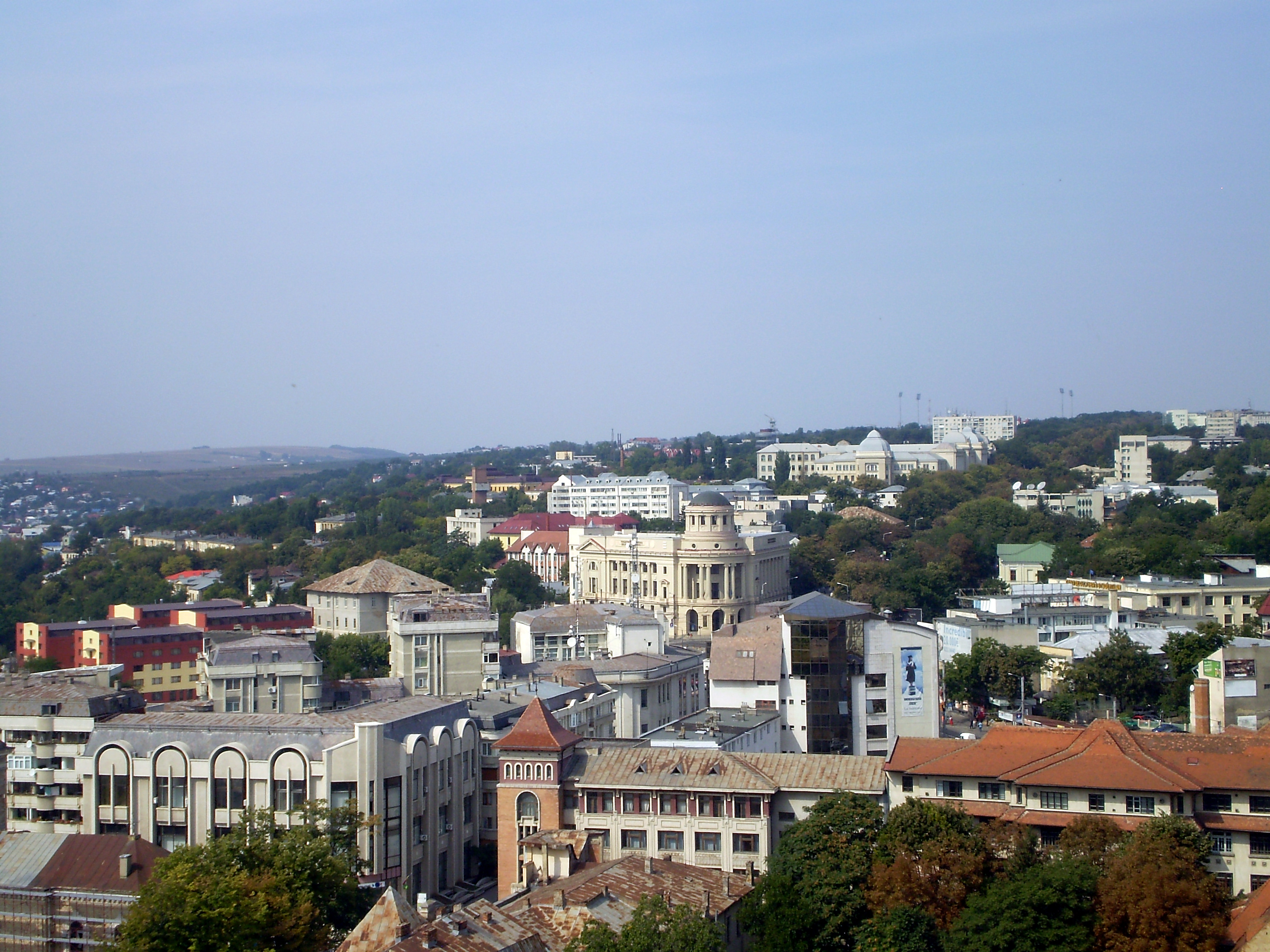
Iași, panorama.

Iași è gemellata con:
- Poitiers, dal 1969
- Xi'an, dal 1993
- Vinnycja, dal 1993
- Assiut, dal 1995
- Padova, dal 1995
- Sant'Oreste, dal 1999
- Nazzano, dal 1999
- Torrita Tiberina, dal 1999
- Filacciano, dal 1999
- Forano, dal 1999
- Francavilla al Mare, dal 2010
- Morlupo, dal 1999
- Gerico, dal 2003
- Villeneuve-d'Ascq, dal 2006
- Kozani, dal 2002
- Chișinău, dal 2008[11]

## Consolati in Iași
Sia prima che dopo l'Unione dei Principati nel 1859, c'erano missioni diplomatiche permanenti nella capitale della Moldavia, come un viceconsolato francese (aperto nel 1798), il consolato d'Austria o degli Stati Uniti (1873).
Attualmente, operano a Iași le seguenti missioni diplomatiche:
- Consolato Generale della Repubblica Moldava

Consolati Onorari:
- Consolato Onorario della Repubblica Italiana
- Consolato Onorario della Repubblica Francese
- Consolato Onorario della Repubblica Turca

## Sport

### Calcio
La squadra principale della città è il Clubul Sportiv Municipal Studențesc Iași, militante in Liga I la prima divisione romena.